# Kendra Scott
Kendra Scott, (nata Baumgartner) (Kenosha, 27 marzo 1974), è una stilista, imprenditrice e filantropa statunitense, presidente e designer di Kendra Scott, LLC, azienda fondata nel 2002 e specializzata nel mondo della gioielleria.
Nel 2017 è stata nominata imprenditrice nazionale dell'anno da Ernst & Young e nel 2019 inclusa nella lista di Forbes delle donne self-made più ricche d'America.

## Biografia
Kendra Scott è nata a Kenosha, nel Wisconsin. All'età di 16 anni, la sua famiglia si trasferì a Houston, in Texas, dove lei si diplomò alla Klein High School. Scott si innamorò e "seguì un ragazzo" alla Texas A&M University, che frequentò per un anno  prima di abbandonare gli studi all'età di 19 anni per trasferirsi ad Austin, sempre in Texas, per aiutare il suo patrigno malato.
Scott ha aperto la sua prima attività, Hat Box, specializzata in cappelli comodi progettati per le donne sottoposte a chemioterapia. Scott ha venduto pezzi "comodi ma eleganti" e donato una parte del ricavato alla ricerca sul cancro. Prima di avviare un'attività in proprio, Scott ha iniziato a creare gioielli da casa ad Austin.

### Kendra Scott, LLC
Scott ha fondato Kendra Scott LLC nel 2002, disegnando la sua prima collezione con 500 dollari nella camera degli ospiti di casa sua subito dopo la nascita del figlio maggiore. Andava di negozio in negozio intorno ad Austin, vendendo alle boutique locali e, nell'ultima boutique, ha dovuto vendere tutti i suoi campioni per acquistare materiali sufficienti per coprire gli ordini che aveva effettuato il primo giorno.
Nel 2005, i modelli di Scott furono scelti per accessoriare la sfilata primavera 2006 di Oscar de la Renta. I modelli di Scott apparvero anche nella sfilata di Randolph Duke del 2007.
A causa della crisi finanziaria del 2007-2008, ha quasi dovuto chiudere la sua azienda, ma ha ricevuto un ordine da Nordstrom per alcuni dei loro negozi; questo le ha dato visibilità e le ha permesso di espandere la sua attività.
Il primo negozio al dettaglio di Scott è stato aperto in South Congress Avenue ad Austin nel 2010. Nello stesso anno, ha avviato la sua attività di e-commerce e ha lanciato l'esperienza Color Bar del marchio.
Nel 2011 ha aperto il suo secondo negozio in Rodeo Drive a Beverly Hills, ma dopo un po' ha dovuto chiuderlo. Nel 2014 Scott ha aperto negozi nel sud e nel Midwest, ignorando l'élite della moda di New York e Los Angeles. Successivamente, nel 2016, ha venduto una quota di minoranza della sua azienda alla società di private equity Berkshire Partners per una valutazione di 1 miliardo di dollari. Il suo marchio comprende gioielli di moda, gioielleria raffinata, accessori per la casa, smalti per unghie e prodotti di bellezza.
Alla fine del 2019, Scott aveva 102 negozi al dettaglio. Oltre a un'attività di e-commerce, la merce di Scott viene venduta da Selfridges a Londra, Nordstrom, Neiman Marcus, Von Maur, Bloomingdale's e in oltre 1.000 boutique specializzate in tutto il mondo. Il 95% degli oltre 2.000 dipendenti sono donne.  Nel febbraio 2021, Scott si è dimessa dalla carica di CEO, mantenendo il titolo di presidente esecutivo, e ha nominato Tom Nolan CEO dell'azienda.
Scott investe in aziende ad Austin, Texas, come Helm Boots, Darbie Angell stoviglie, e Tiff's Treats.

### Filantropia
Scott è una filantropa con una storia di sostegno alle cause delle donne e dei bambini.  Nel 2015, Scott ha lanciato il programma Kendra Cares, che porta l'esperienza di gioielleria personalizzabile Color Bar dell'azienda negli ospedali pediatrici di tutto il paese. Nel 2017, l'azienda di Scott ha ospitato più di 10.000 Kendra Gives Back nei suoi negozi. Ha donato i soldi a cause locali e ha anche donato più di 75.000 gioielli.
Nel 2019, Scott ha donato 1 milione di dollari all'Università del Texas per lanciare il Kendra Scott Women's Entrepreneurial Leadership Institute. Dal 2010 il programma della sua azienda ha donato 30 milioni di dollari. 

## Premi e riconoscimenti
Scott ha ricevuto il premio nazionale EY Entrepreneur of the Year 2017 e il Breakthrough Award dagli Accessories Council Excellence Awards. È elencata al 40º posto nella lista di Forbes delle donne self-made più ricche d'America del 2019, è stata nominata Madre eccezionale dell'anno dal Mother's Day Council, Imprenditrice dell'anno del Texas dalla Camera di commercio femminile, Top 100 imprenditori dell'anno secondo l'Upstart Business Journal e CEO dell'anno 2017 secondo l'Austin Business Journal.
Membro del Council of Fashion Designers of America, nel 2019 è diventata la dodicesima donna nello stato ad essere inserita nella Texas Business Hall of Fame.
Nell'aprile 2020, il governatore Greg Abbott ha nominato Scott membro della Strike Force to Open Texas, un gruppo "incaricato di trovare modi sicuri ed efficaci per riaprire lentamente lo stato" nel mezzo della pandemia COVID-19.

## Vita privata
Kendra Baumgartner ha sposato John Scott il 24 giugno 2000. Hanno avuto due figli prima di divorziare il 22 agosto 2006. Si è risposata il 6 giugno 2014 con Matt Davis a Sedona, in Arizona. Hanno avuto un figlio insieme e hanno divorziato nel settembre 2020.

## Opere
- Scott, Kendra, Nata per brillare: fai del bene, trova la tua gioia e costruisci una vita che ami, Worthy Publications, New York, 2022 ISBN 1546002324